# Grifonetto Baglioni
Federico Baglioni, detto Grifonetto Baglioni (Perugia, 1477 – Perugia, 15 luglio 1500), è stato un esponente della famiglia dei Baglioni di Perugia, che resse la città dal 1424 al 1540. Lui stesso, nelle ore successive alle cosiddette nozze rosse tra Astorre I e Lavinia Colonna, fu signore di Perugia il 15 luglio 1500 insieme a Carlo I il Barciglia, per poi andare incontro a una tragica fine, ricordata da Romain Rolland, Oscar Wilde nel romanzo Il ritratto di Dorian Gray e Gabriele D'Annunzio negli otto sonetti perugini della raccolta di laudi Elettra.

## Biografia

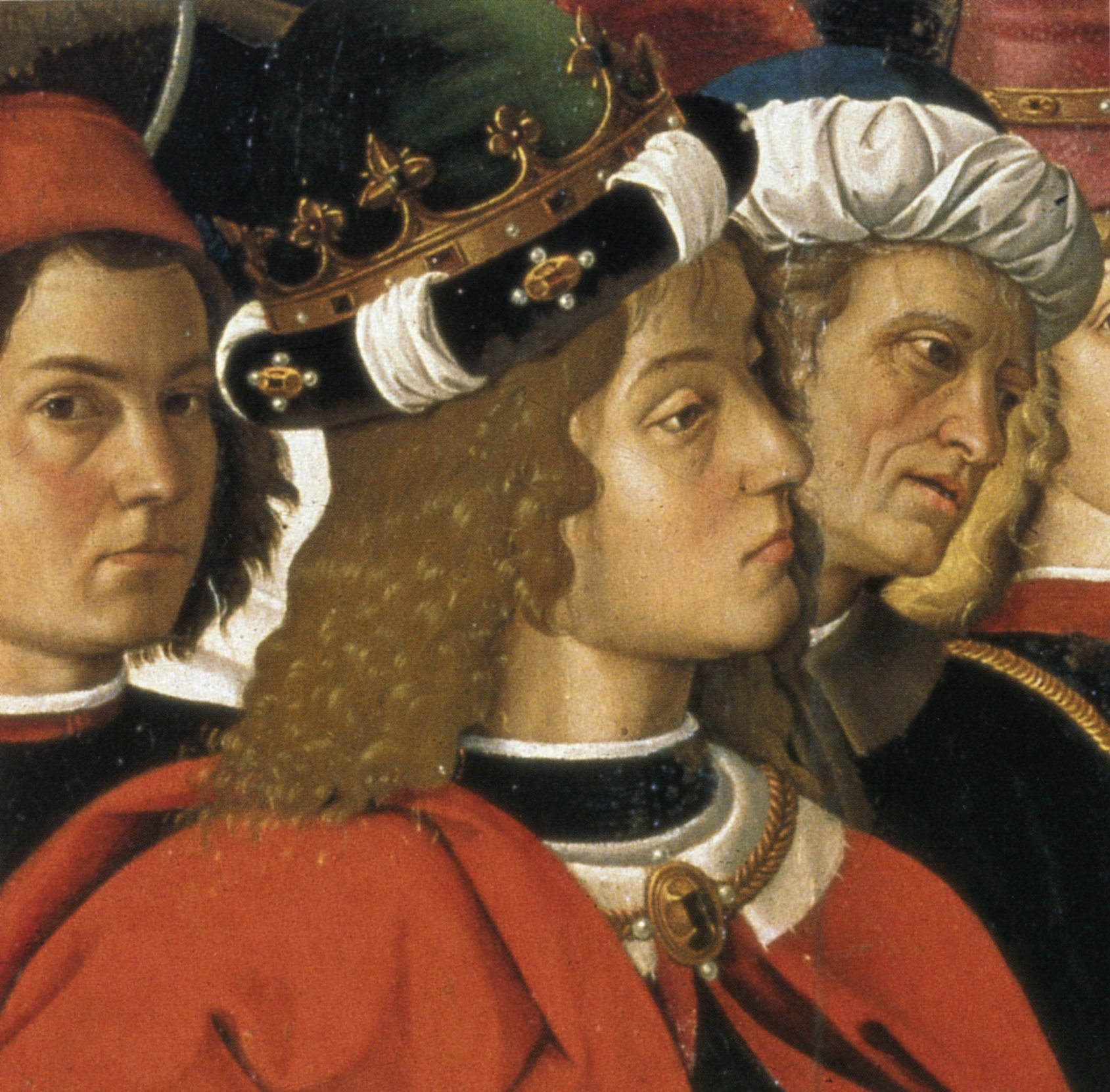
Grifone Baglioni, padre di Grifonetto (Perugino, Adorazione dei Magi)

Federico era il rampollo postumo di Grifone Baglioni, unico erede legittimo di Braccio II, ucciso a Cantiano nel 1477, e della cugina Atalanta Baglioni, figlia di Galeotto e nipote di Nello (fratello di Malatesta I). Chiamato Grifonetto in memoria del padre, nonostante la tenera età e le proteste della madre, fu messo da parte dagli zii Guido I e Rodolfo I che assunsero il potere nella signoria occulta (cioè non contraddistinta da un completo accertamento dei poteri civici e non ratificata ufficialmente dal Papa) di Perugia. Forte dei suoi natali il ragazzo provò un grande rancore nei riguardi dei parenti usurpatori, unito a un desiderio di vendetta. Il nonno, tuttavia, nel 1479, gli aveva lasciato tutti i suoi beni.
Ricco, prestante (come quasi tutti i Baglioni), ambizioso e spavaldo, protetto e dominato dalla madre, intorno ai 18 anni sposò la bella (anche lei, in seguito, immortalata da Raffaello) Zenobia Sforza, figlia del conte di Santa Fiora Guido II e di Francesca Farnese, dalla quale ebbe almeno tre figli. Fomentato dal suo curatore, lo zio e fratellastro del padre Filippo il Bastardo, Grifonetto si convinse di essere lui il vero capo della casata e, insieme al cugino Carlo il Barciglia, avrebbe conquistato il potere.

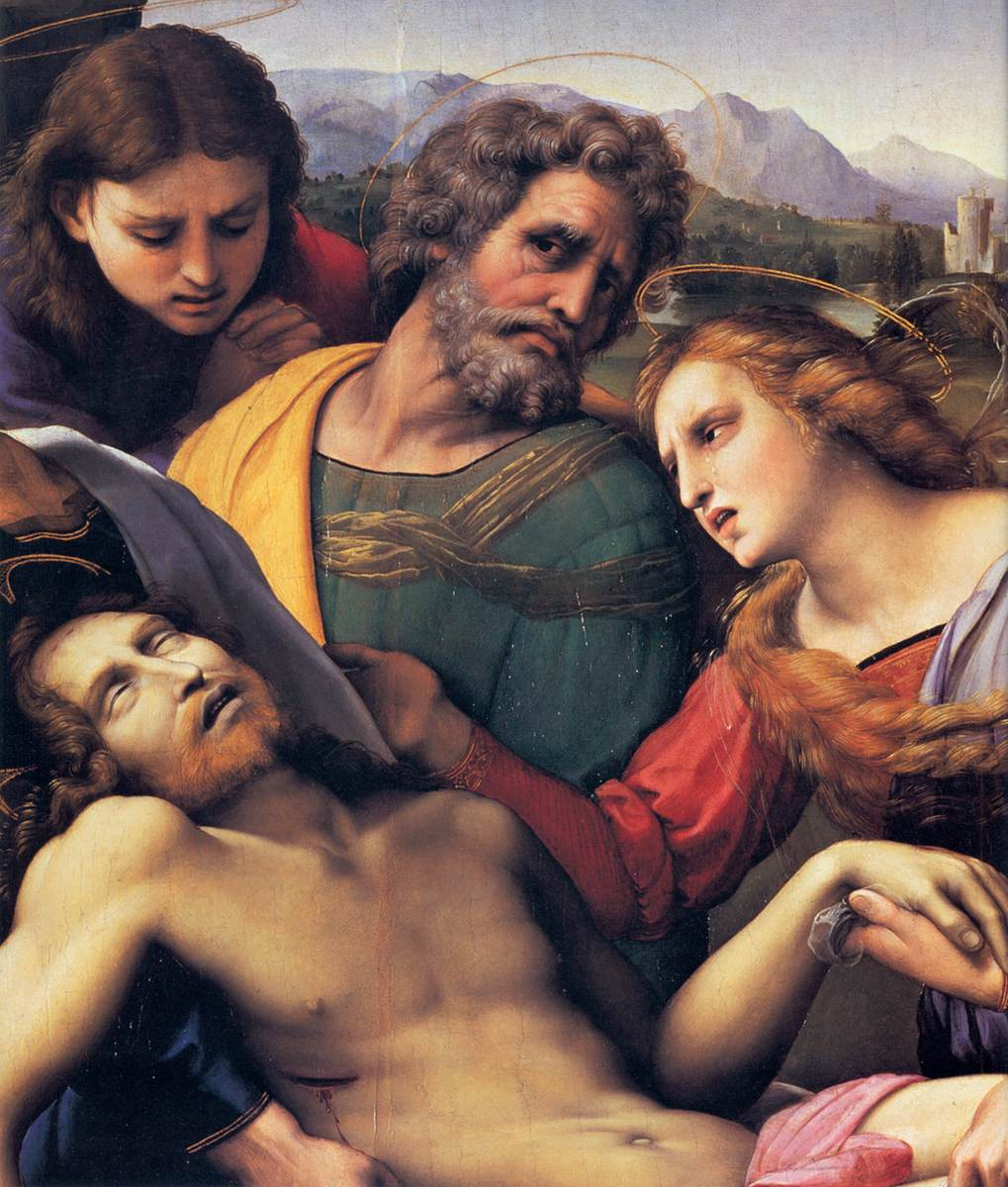
Zenobia Sforza, a destra
(Raffaello, Deposizione Borghese)

Grifonetto, insieme alla madre e alla sua famiglia, risiedeva nel sontuoso palazzo di Braccio (ciò che rimane, si può ancora vedere inglobato nella Rocca Paolina), e, insieme ad altri congiurati (i fratelli della Corgna Bernardo, Piergiacomo e Ottaviano, Girolamo della Staffa e Bernardino di Antognolla), attendeva il momento propizio per porre in atto la vendetta. Questo arrivò in occasione del sontuoso matrimonio (ricordato, poi, come le nozze rosse) di Astorre I, altro cugino, con Lavinia Colonna: le premonizioni dell'ascoltatissima suor Colomba da Rieti, consigliera di Atalanta, ricevuta perfino dal papa Alessandro VI e dal figlio Cesare Borgia, non erano buone.
Il 14 luglio 1500 Grifonetto e i compagni trucidarono gli sposi e i rimanenti maschi della casata (Guido I, Rodolfo I), ma Giampaolo, il più potente e pericoloso, figlio di quest'ultimo, riuscì a fuggire. Insieme a Carlo rimase al potere per un giorno, il 15 luglio. Saputo dell'eccidio Atalanta maledisse Grifonetto, mentre Perugia attendeva con ansia il ritorno di Giampaolo. L'incontro con questi fu drammatico: per un attimo il giovane fu risparmiato dal cugino, ma il secondo parente Gentile I gli diede il colpo fatale, lasciandolo agonizzante nella via principale della città (l'attuale Corso Vannucci). Il ventitreenne Grifonetto, dopo aver chiesto perdono, morì tra le braccia della madre e della moglie Zenobia, accorse immediatamente.
Il corpo di Grifonetto fu tumulato, accanto agli antenati, nella cappella di San Matteo all'interno della chiesa di San Francesco al Prato. Atalanta, che lo avrebbe presto raggiunto, commissionò al giovane pittore Raffaello Sanzio, già allievo del Perugino, una Deposizione di Cristo (ora esposta nella Galleria Borghese, a Roma) da collocare sopra l'altare della tomba, al fine di glorificare la memoria del figlio. L'artista urbinate portò a compimento l'opera nel 1507, firmandola: in essa appaiono i ritratti di Grifonetto, di Zenobia e Atalanta,
(Oscar Wilde, Il ritratto di Dorian Gray)
La discendenza di Grifonetto e di Zenobia si estinse con Braccio III, erede di Grifone II e nipote del loro terzogenito Braccio II. Un secondo presunto ritratto di Grifonetto, poco leggibile, è stato rinvenuto in un affresco nella chiesa di Sant'Andrea a Spello.